# Radamist d'Ibèria
Radamist o Adam d'Ibèria (a les fonts georgianes Ghadam -georgià: ღადამი, o Adam ადამი) fou un rei d'Ibèria en unes dates incertes que anirien de vers el 141 al 145 (segon Cyril Toumanoff del 132 al 135, segons la cronologia tradicional del 19 al 132.

## Biografia
Les Cròniques georgianes, del príncep Vakhoust, editades i estudiades per Marie-Félicité Brosset, informen breument del seu regnat; li donen el nom d'Adam i el qualifiquen de kartlòsida (descendents de Kartlo)
| « | Adam fill de Pharsman II d'Ibèria, havent arribat al tron del seu pare, va morir després de tres anys de regnat, deixant un fill de només un any. Fins a la seva majoria, el poder va quedar en mans de la seva mare, esposa de Pharsman, de nom Ghadana, | » |

Marie-Félicité Brosset i Cyril Toumanoff identifiquen el fill d'un any de Radamist com el futur rei Pharsman III d'Ibèria.